# Alexander Bozhilov
Alexander Bozhilov (2005) es un deportista búlgaro que compite en triatlón y acuatlón. Ganó una medalla de plata en el Campeonato Africano de Triatlón de 2024 y una medalla de plata en el Campeonato Europeo de Acuatlón de 2024.

## Palmarés internacional
| Campeonato Africano | Campeonato Africano | Campeonato Africano | Campeonato Africano |
| Año                 | Lugar               | Medalla             | Prueba              |
| ------------------- | ------------------- | ------------------- | ------------------- |
| 2024                | Hurgada (Egipto)    | Medalla de plata    | Relevo mixto        |

| Campeonato Europeo | Campeonato Europeo | Campeonato Europeo | Campeonato Europeo |
| Año                | Lugar              | Medalla            | Prueba             |
| ------------------ | ------------------ | ------------------ | ------------------ |
| 2024               | Coímbra (Portugal) | Medalla de plata   | Individual         |